# Дева (місто)
Дева (рум. Deva) — місто в повіті Хунедоара в Румунії, що має статус муніципію. Адміністративно місту підпорядковані такі села (дані про населення за 2002 рік):
- Аркія (92 особи)
- Бирча-Міке (1351 особа)
- Крістур (1388 осіб)
- Синтухалм (553 особи)

Місто розташоване на відстані 296 км на північний захід від Бухареста, 113 км на південний захід від Клуж-Напоки, 131 км на схід від Тімішоари.

## Населення
Станом на 1 грудня 2021 року населення складало 53 113 осіб.
За даними перепису населення 2002 року у місті проживали 69 257 осіб.
Національний склад населення міста:
| Національність            | Кількість осіб | Відсоток |
| ------------------------- | -------------- | -------- |
| румуни                    | 61787          | 89,2%    |
| угорці                    | 5975           | 8,6%     |
| цигани                    | 878            | 1,3%     |
| німці                     | 348            | 0,5%     |
| євреї                     | 37             | 0,1%     |
| італійці                  | 32             | < 0,1%   |
| серби                     | 24             | < 0,1%   |
| словаки                   | 23             | < 0,1%   |
| українці                  | 22             | < 0,1%   |
| турки                     | 21             | < 0,1%   |
| чехи                      | 20             | < 0,1%   |
| росіяни-липовани          | 17             | < 0,1%   |
| поляки                    | 13             | < 0,1%   |
| греки                     | 7              | < 0,1%   |
| болгари                   | 4              | < 0,1%   |
| китайці                   | 3              | < 0,1%   |
| чанго                     | 1              | < 0,1%   |
| не вказали національність | 3              | < 0,1%   |

Рідною мовою назвали:
| Мова                  | Кількість осіб | Відсоток |
| --------------------- | -------------- | -------- |
| румунська             | 62982          | 90,9%    |
| угорська              | 5592           | 8,1%     |
| циганська             | 274            | 0,4%     |
| німецька              | 250            | 0,4%     |
| італійська            | 24             | < 0,1%   |
| словацька             | 19             | < 0,1%   |
| російська             | 17             | < 0,1%   |
| українська            | 16             | < 0,1%   |
| сербська              | 16             | < 0,1%   |
| турецька              | 15             | < 0,1%   |
| болгарська            | 5              | < 0,1%   |
| чеська                | 5              | < 0,1%   |
| грецька               | 4              | < 0,1%   |
| китайська             | 3              | < 0,1%   |
| єврейська (їдиш)      | 2              | < 0,1%   |
| польська              | 2              | < 0,1%   |
| не вказали рідну мову | 2              | < 0,1%   |

Склад населення міста за віросповіданням:
| Релігія                                       | Кількість осіб | Відсоток |
| --------------------------------------------- | -------------- | -------- |
| православні                                   | 57611          | 83,2%    |
| римо-католики                                 | 5252           | 7,6%     |
| реформати                                     | 1830           | 2,6%     |
| п'ятдесятники                                 | 1675           | 2,4%     |
| баптисти                                      | 1058           | 1,5%     |
| греко-католики                                | 909            | 1,3%     |
| не релігійні                                  | 97             | 0,1%     |
| адвентисти                                    | 88             | 0,1%     |
| унітарії                                      | 83             | 0,1%     |
| атеїсти                                       | 68             | 0,1%     |
| лютерани (Синодально-пресвітеріанська церква) | 59             | 0,1%     |
| лютерани                                      | 43             | 0,1%     |
| юдеї                                          | 39             | 0,1%     |
| мусульмани                                    | 32             | < 0,1%   |
| бретрени                                      | 32             | < 0,1%   |
| лютерани (Аугсбурзького сповідання)           | 20             | < 0,1%   |
| старообрядці                                  | 4              | < 0,1%   |
| не вказали релігію                            | 37             | 0,1%     |

## Відомі особистості
У місті народилася:
- Марія Некуліце (* 1974) — румунська гімнастка, олімпійська медалістка.

## Зовнішні посилання
- Дані про місто Дева на сайті Ghidul Primăriilor [Архівовано 20 вересня 2012 у Wayback Machine.]